# Kawasaki Ki-48
Kawasaki Ki-48, kallad Lily av de allierade, var ett japanskt lätt bombflygplan från andra världskriget.
När japanska armén råkade ut för sovjetiskbyggda Tupolev SB-2 bombflygplan i Kina under 1937 blev de imponerade av dessas prestanda; de egna jaktflygplanen kunde inte hinna ikapp dem. Snart gav armén Kawasaki i uppdrag att tillverka ett tvåmotorigt lätt bombflygplan med ännu bättre prestanda. Arbetet på planet startade i januari 1938 och prototypen flög första gången i juli 1939 (projektet hade blivit försenat på grund av Ki-45 projektet).
Under sommaren 1940 kom planet i operativ tjänst och under hösten deltog planet i kriget mot Kina. Ki-48:ans hastighet gjorde den så gott som immun mot det kinesiska försvaret. Planets överlägsenhet visade sig dock bara vara en illusion när man fick med USA att göra. En förbättrad variant var dock redan under planering och de första prototyperna stod klara i februari 1942. Men den led fortfarande av att vara långsam och dåligt beväpnad och var ingen match för de allierades jaktflyg; i oktober 1944 insåg man att planet var på väg att bli föråldrat. De flesta plan slutade sina dagar som kamikazeplan och några användes som testflygplan för den experimentella jetmotorn Ne-0 och Kawasakis styrda bomb Igo-1B.

## Varaianter
- Ki-48-Ia, första produktionsvarianten, tillverkades fram till juni 1942.
- Ki-48-IIa, förbättrad variant med förlängd flygkropp, större bombkapacitet, bepansrat besättningsutrymme och bepansrade bränsletankar samt kraftfullare Nakajima H1-115-motorer
- Ki-48-IIb, störtbombarvariant av ovanstående variant.
- Ki-48-IIc, slutgiltig produktionsvariant, i grund och botten samma som Ki-48-IIa men med förbättrad beväpning

Totalt tillverkades det 1 977 plan av de olika varianterna.